# Слобода Донщина
Слобода Донщина — исторический район в Смоленске, возникла в середине XVII века. В конце XIX века слобода состояла из трёх улиц: Верхне-Донская, Средне-Донская и Нижне-Донская и целого ряда одноимённых Донских переулков. Названия этих улиц были топонимически связаны с историческими и географическими областями Верхнего, Среднего и Нижнего Дона. Названия улиц сохранялись до начала 30-х годов XX века, когда были переименованы, соответственно, в Верхне-Профинтерновскую, Средне-Профинтерновскую и Нижне-Профинтерновскую улицы.

## Расположение
Слобода Донщина расположена (современное местоположение) в Заднепровском районе между Тихвинским кладбищем с западной стороны, речкой Городянкой с восточной стороны, с севера ограничена микрорайоном Королевка, с юга Витебским шоссе.

## История
С 1654 года после освобождения Смоленска донские казаки несли постоянную охранную службу в Смоленске. Первая Донщина как поселение Смоленских городских казаков, которых в городе проживало более 300 человек, возникла в черте Смоленской крепости по Зелёному, Георгиевскому ручьям и на спуске к Пятницкому ручью. Там донские казаки в 1659 г. восстановили Георгиевскую церковь, сгоревшую в 1611 г. Улица по Пятницкому ручью существовала до начала XIX века и была уничтожена пожаром в 1812 г..
В 1666—1667 годах для укрепления границы царь Алексей Михайлович переселил в Смоленск 1000 человек ратных людей, в том числе донских казаков. В этот период по приказу воеводы князя Прозоровского произошло переселение донских казаков из Смоленской крепости на правый берег Днепра. «С тех мест рейтарам, и смолянам, и Донским казакам, и мещанам дворы свои свозить за город». К этому времени и относится образование за Днепром около Петропавловской церкви — Донщины, где и стали расселяться казаки.

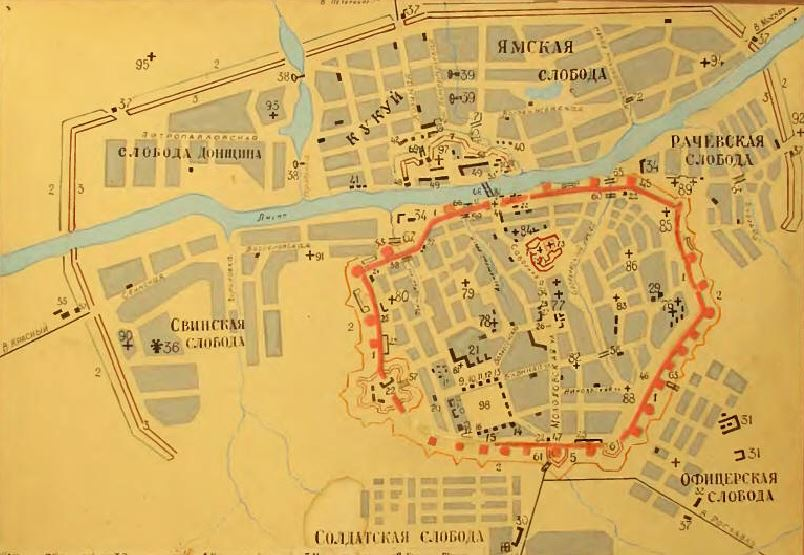
Донщина на плане Смоленска, конец XVIII века

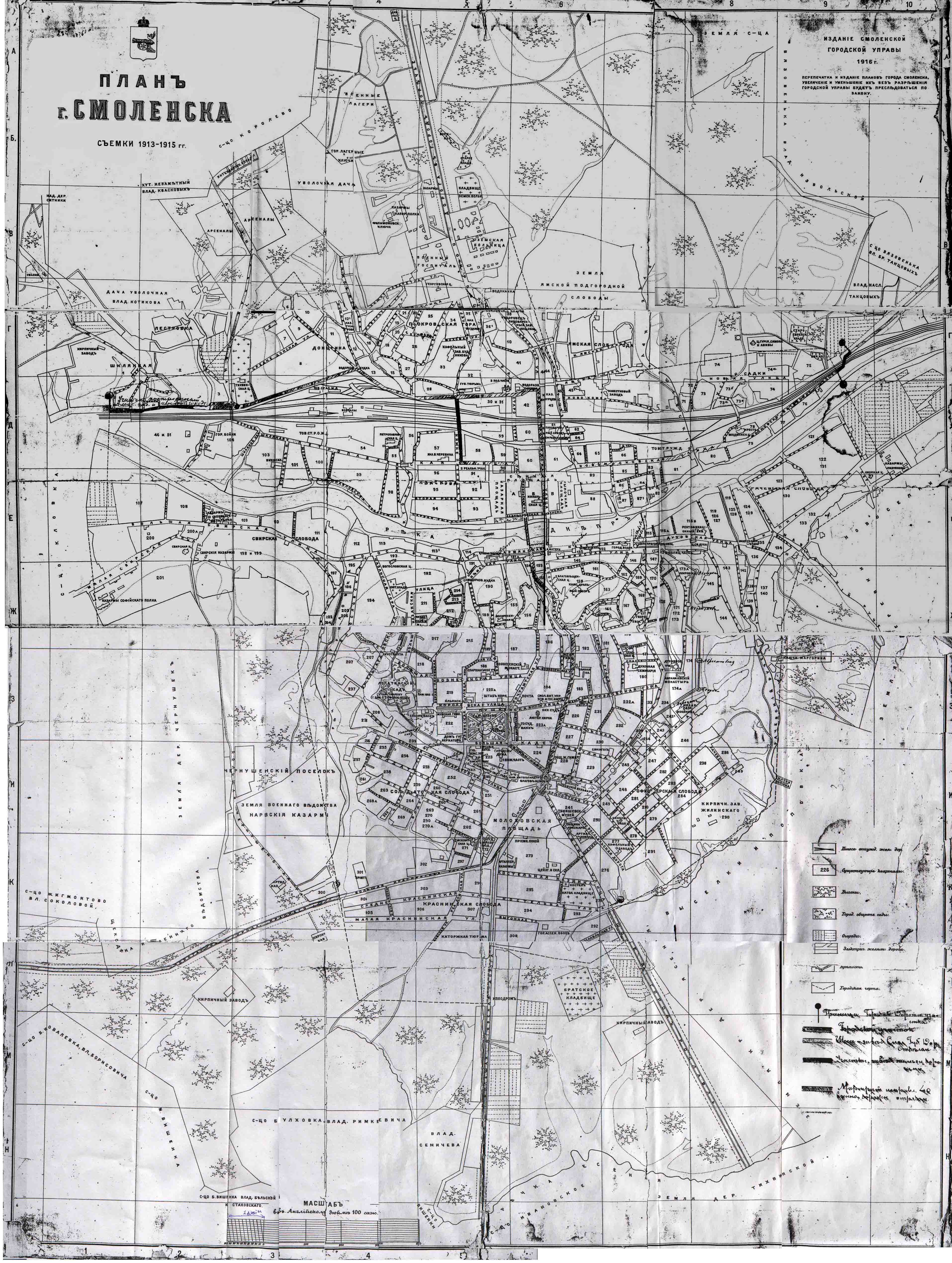
План Смоленска, 1913—1915 гг.

В 1812 году по воспоминаниям Андрея Федоровича Янченкова — жителя Донщины и потомка донских казаков — в слободу «Перед войной приезжал Платов и кликнул клич: „Кто здесь наши (т. е. донцы)“? И вышли пять моих дядей и пошли с ним. А вернулся с войны только один». В конце XIX века на улице Верхне-Донская ещё жили потомки донских казаков, принадлежащих к казачьему сословию, в частности упоминаются домовладелец Ефим Матвеевич Маслов.
На плане Смоленска XVIII века слобода Донщина (без названий улиц) находится в левой верхней части плана.
На плане Смоленска (съемки 1913—1915 гг., издание Смоленской Городской управы, 1916 г.) слобода Донщина, уже с обозначениями улиц Верхне-Донская, Средне-Донская и Нижне-Донская, но без обозначения названий переулков, находится в квадратах Г3 и Г4.
Названия улиц Верхне-Донская, Средне-Донская и Нижне-Донская сохранялись вплоть до начала 30-х годов XX века. Постановлением Смоленского городского совета от 23 мая 1932 г. улицы были переименованы, соответственно, в Верхне-Профинтерновскую, Средне-Профинтерновскую и Нижне-Профинтерновскую улицы, также были переименованы в Профинтерновские и все Донские переулки.